# Henry Leverett
Henry Turner Leverett (Bainbridge, 13 de junio de 2001) es un deportista estadounidense que compite en tiro, en la modalidad de pistola. En los Juegos Panamericanos de 2023 obtuvo una medalla de bronce en la prueba de pistola rápida de fuego 25 m.

## Palmarés internacional
| Juegos Panamericanos | Juegos Panamericanos | Juegos Panamericanos | Juegos Panamericanos         |
| Año                  | Lugar                | Medalla              | Prueba                       |
| -------------------- | -------------------- | -------------------- | ---------------------------- |
| 2023                 | Santiago (Chile)     | Medalla de bronce    | Pistola rápida de fuego 25 m |